# Syrie Barnardo
Gwendoline Maud Syrie Barnardo (10 de julio de 1879, Inglaterra-25 de julio de 1955, Londres) fue una diseñadora de interirores británica. Hija de Sarah Louise Elmslie y Thomas John Barnardo. Syrie se convirtió en una notable decoradora de interiores que popularizó las habitaciones en blanco en la década de 1920.
Contrajo matrimonio con William Somerset Maugham desde 1917 al 1929; y de Henry Wellcome desde 1901 al 1909. Fue madre de Mary Elizabeth Maugham y Henry Mounteney Wellcome.